# Université Murdoch

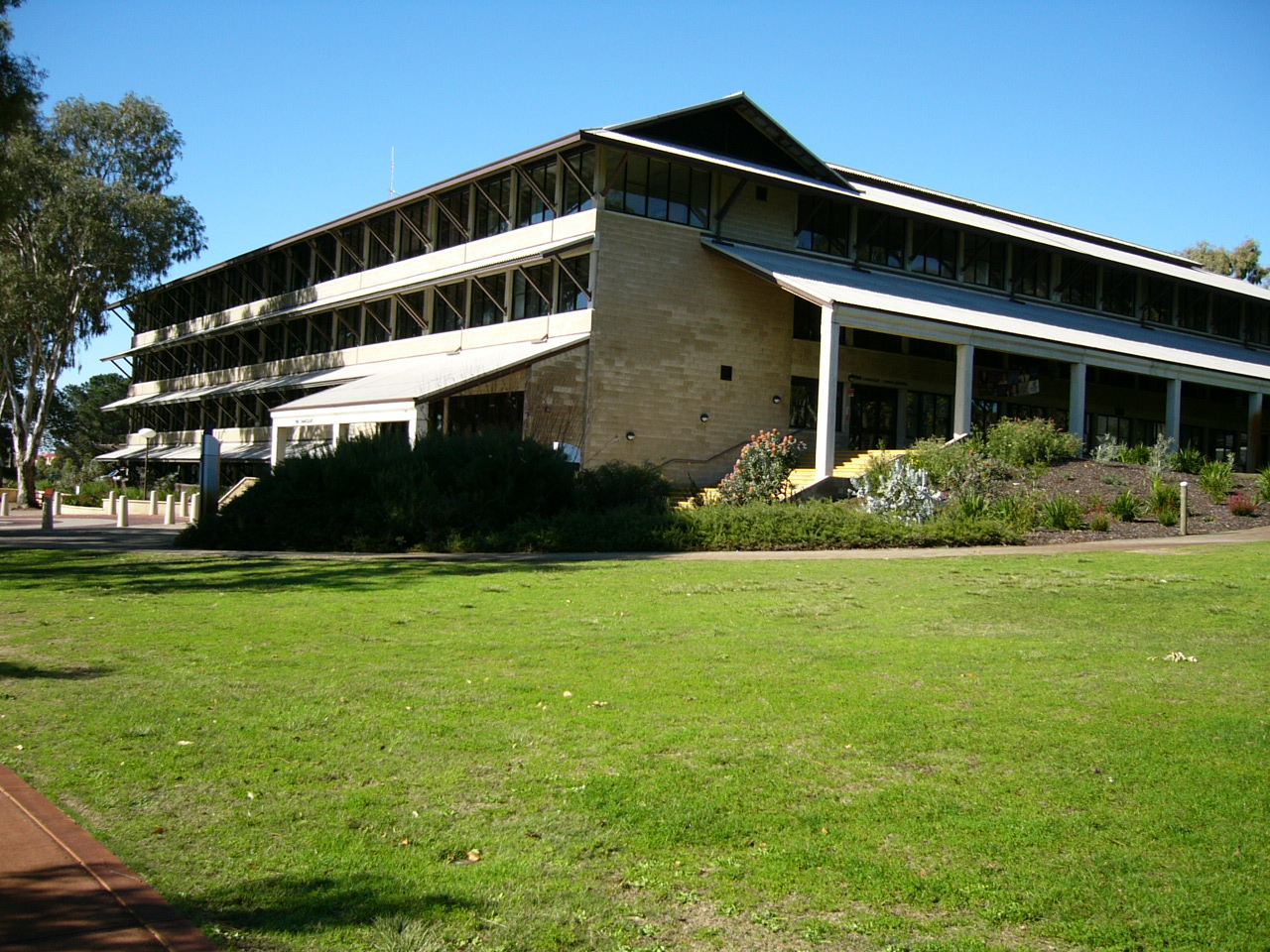
La chancellerie. Université Murdoch.

L'université Murdoch (anglais : Murdoch University) est une université australienne avec environ 14 200 étudiants dont 2 000 étrangers. C'est une université publique qui possède son campus à Murdoch, un quartier de Perth en Australie-Occidentale à 13 km au sud du centre-ville.
Elle a été créée en 1973 et a reçu ses premiers étudiants en 1975.
Le campus a une superficie de 2,27 km2 car il accueille la seule école vétérinaire de l'État et la plus grande partie du campus est consacrée au logement des animaux.
L'université a deux annexes, l'une à Rockingham, au sud-ouest de Perth, orientée surtout vers la formation des adultes, l'autre à Mandurah consacrée à la santé et aux sciences de la vie.